# Грем Тауншип (округ Клірфілд, Пенсільванія)
Грем Тауншип (англ. Graham Township) — селище (англ. township) в США, в окрузі Клірфілд штату Пенсільванія. Населення — 1331 особа (2020).

## Демографія
Згідно з переписом 2010 року, у селищі мешкали 1383 особи в 535 домогосподарствах у складі 420 родин. Було 630 помешкань
Расовий склад населення:
| - 99,1 % — білих - 0,3 % — азіатів - 0,1 % — чорних або афроамериканців |

До двох чи більше рас належало 0,4 %. Частка іспаномовних становила 0,7 % від усіх жителів.
За віковим діапазоном населення розподілялося таким чином: 21,7 % — особи молодші 18 років, 62,2 % — особи у віці 18—64 років, 16,1 % — особи у віці 65 років та старші. Медіана віку мешканця становила 43,3 року. На 100 осіб жіночої статі у селищі припадало 101,9 чоловіків;  на 100 жінок у віці від 18 років та старших — 97,6 чоловіків також старших 18 років.
Середній дохід на одне домашнє господарство  становив 56 603 долари США (медіана — 51 705), а середній дохід на одну сім'ю — 59 473 долари (медіана — 55 221). Медіана доходів становила 45 417 доларів для чоловіків та 32 396 доларів для жінок. За межею бідності перебувало 12,8 % осіб, у тому числі 15,0 % дітей у віці до 18 років та 8,7 % осіб у віці 65 років та старших.
Цивільне працевлаштоване населення становило 573 особи. Основні галузі зайнятості: освіта, охорона здоров'я та соціальна допомога — 24,6 %, роздрібна торгівля — 13,4 %, транспорт — 10,1 %, будівництво — 9,4 %.